# Kelley Law
Pour les articles homonymes, voir Law.
Kelley Law (née le 11 janvier 1966 à Maple Ridge, au Canada) est une curleuse canadienne.

## Biographie
Elle est la tante du joueur de baseball Brett Lawrie et de la joueuse de softball Danielle Lawrie.

## Palmarès

### Jeux olympiques
| Édition    | Salt Lake City 2002 |
| Classement | Bronze              |

### Championnats du monde
| Édition    | Glasgow 2000 |
| Classement | Or           |